# Адамчовице
Адамчовице (пољ. Adamczowice) је село у Пољској које се налази у војводству Светокришком у повјату Сандомјешком у општини Климонтов.
Од 1975. до 1998. године ово насеље се налазило у Тарнобжеском војводству.